# Lipót Vilmos badeni őrgróf
Lipót Vilmos badeni őrgróf, németül: Leopold Wilhelm von Baden-Baden (Baden-Baden, 1626. szeptember 16. – Baden-Baden, 1671. március 1.) Baden-Baden őrgrófja, császári tábornagy. Édesapja I. Vilmos badeni őrgróf (1593–1677), édesanyja Katharina Ursula von Hohenzollern-Hechingen hercegnő (1610–1640).

## Élete
Generálisként harcolt többek közt az 1655–60-as északi háborúban, Pomerániában a svédek ellen. 1659-ben feleségül vette az olasz Anna Silvia Caretto millesimói grófnőt (1607–1664). Az 1663–64-es Habsburg–oszmán háborúban Raimondo Montecuccoli seregében szolgált (ezzel egy időben halt meg felesége is), s a német birodalmi erők egyik parancsnoka volt Georg Friedrich von Waldeck mellett. Részt vett a körmendi és a szentgotthárdi csatában.
Egy időben Varasd (Horvátország) kormányzója volt. 1666-ban újból nősült, Maria Franziska von Fürstenberg-Heiligenberget, VIII. Egon fürstenberg-heiligenbergi gróf testvérét (1633–1702) vette el.
Lipót Vilmos őrgróf egyik unokaöccse – testvérbátyjának, Ferdinánd Miksának (1625–1669), Baden uralkodó őrgrófjának egyetlen fia – Badeni Lajos Vilmos (1655–1707) lett Baden későbbi őrgrófja, a magyarországi és balkáni török háborúk és a spanyol örökösödési háború jeles hadvezére.